# Casinaria scabriformis
Casinaria scabriformis là một loài tò vò trong họ Ichneumonidae.